# Америка (яхта)
«Аме́рика» (англ. America) — американская крейсерская яхта, первой завоевавший британский кубок «Ста гиней» (в дальнейшем — Кубок Америки). Конструктор: Джордж Стирс.

## История
В 1850 году яхтсмены США решили бросить вызов известным английским яхтсменам. Для этого был основан синдикат и построена шхуна «Америка».
21 июня 1851 года «Америка» под командованием Дика Брауна вышла из нью-йоркской гавани и через 20 суток бросила якорь во французском порту Гавр, где проходила подготовка к предстоящим гонкам.
29 июля «Америка» пересекла Ла-Манш. После того, как «Америка» встала на якорь, её осмотрели англичане. Обнаружив технические новшества в конструкции шхуны, американцам отказали в допуске на ежегодную Королевскую регату, за то, что яхта принадлежит группе лиц — синдикату, а не одному лицу, как требовали правила гонок. Тогда капитан «Америки» согласился на пари, по поводу которого газеты подняли шум, а Королевская эскадра была вынуждена пригласить «Америку» участвовать в гонке вокруг острова Уайт за приз в виде серебряного кубка (в дальнейшем — «Кубок Америки»).
22 августа в 10 утра, после выстрела пушки, экипаж «Америки» стал неспешно поднимать якорь, пропустив вперед 14 английских яхт. До 3:30 пополудни, когда позади была половина дистанции, «Америка» обошла ближайшего конкурента почти на милю.
Существует легенда, что королева спросила капитана своей яхты, с борта которой наблюдала за гонкой: «Какой парусник идёт вторым?» Был ответ: «Второго нет».
Победа яхты «Америка» доказала преимущество инженерных решений над мастерством экипажей.
В 1851-1901 годах года яхта была много раз перепродана и не показывала выдающихся спортивных результатов, хотя приняла участие в 51 гонке и одержала 12 побед.
В марте 1941 года яхта была разрушена из-за падения крыши ангара хранения. Остатки корпуса были сожжены в 1945 году. На текущий момент сохранились грот-мачта и несколько мелких деталей.